# Skärhamns kyrka
Skärhamns kyrka, tidigare Skärhamns kapell, är en kyrkobyggnad centralt belägen i Skärhamn, Tjörns kommun. Den tillhör Stenkyrka församling, Göteborgs stift.
Kyrkan ägs av Skärhamns kyrkoförening och är därmed en av endast två föreningsägda kyrkor i Sverige.

## Kyrkobyggnaden
Kyrkan byggdes 1931–1932 efter ritningar av Axel Forssén. Fasaden utgörs av vitmålad träpanel och taket är skiffertäckt. Gudstjänstrummet består av ett enskeppigt långhus med smalare, rakavslutat kor i öster med sakristia i norr samt ett västtorn, vars bottenplan fungerar som vapenhus. Tornet har en pyramidformad spira. Från vapenhuset leder en trappa upp till läktaren i långhusets västparti. Kor och långhus täcks av ett indraget vitmålat tunnvalv. 

## Inventarier
- Altartavlan är ett verk av Gunnar Ström och samtida med kyrkans byggnadsår. Den föreställer Kristus korsfäst och två sörjande kvinnor.
- De fem ljuskronorna av malm har utförts av Erik Jonsson.

### Orgel
Orgeln, som är placerad i koret, byggdes 1982 av Hammarbergs Orgelbyggeri AB. Den har nio stämmor fördelade på två manualer och pedal.